# Johnathan Hoggard
Johnathan Hoggard (Spalding, Reino Unido; 15 de noviembre de 2000) es un piloto de automovilismo británico. En 2021 compitió en el Campeonato de Fórmula 3 de la FIA con Jenzer Motorsport.

## Carrera

### Inicios
Hoggard comenzó en el karting en el Reino Unido cuando tenía 13 años. Compitió en series como Senior Rotax Karting Winter Series Valencia, Hoggard ganó su primer campeonato de karting en 2016 en Bélgica con Max Challenge Senior Rotax y BNL Senior Rotax Kick-Off. En el mismo año se convirtió en campeón británico júnior de karting de MSA.

### Fórmula 4

#### 2017
Debido a una exitosa campaña de karting en 2016, Fortec Motorsports contrató a Hoggard para competir con ellos a mitad de la temporada de F4 Británica de 2017. Hoggard anotó sus primeros puntos en la tercera carrera en Snetterton, donde terminó décimo. En la penúltima ronda de la temporada en la carrera tres en Silverstone, Hoggard terminó tercero, asegurando su primer podio en monoplaza de su carrera. 

#### 2018

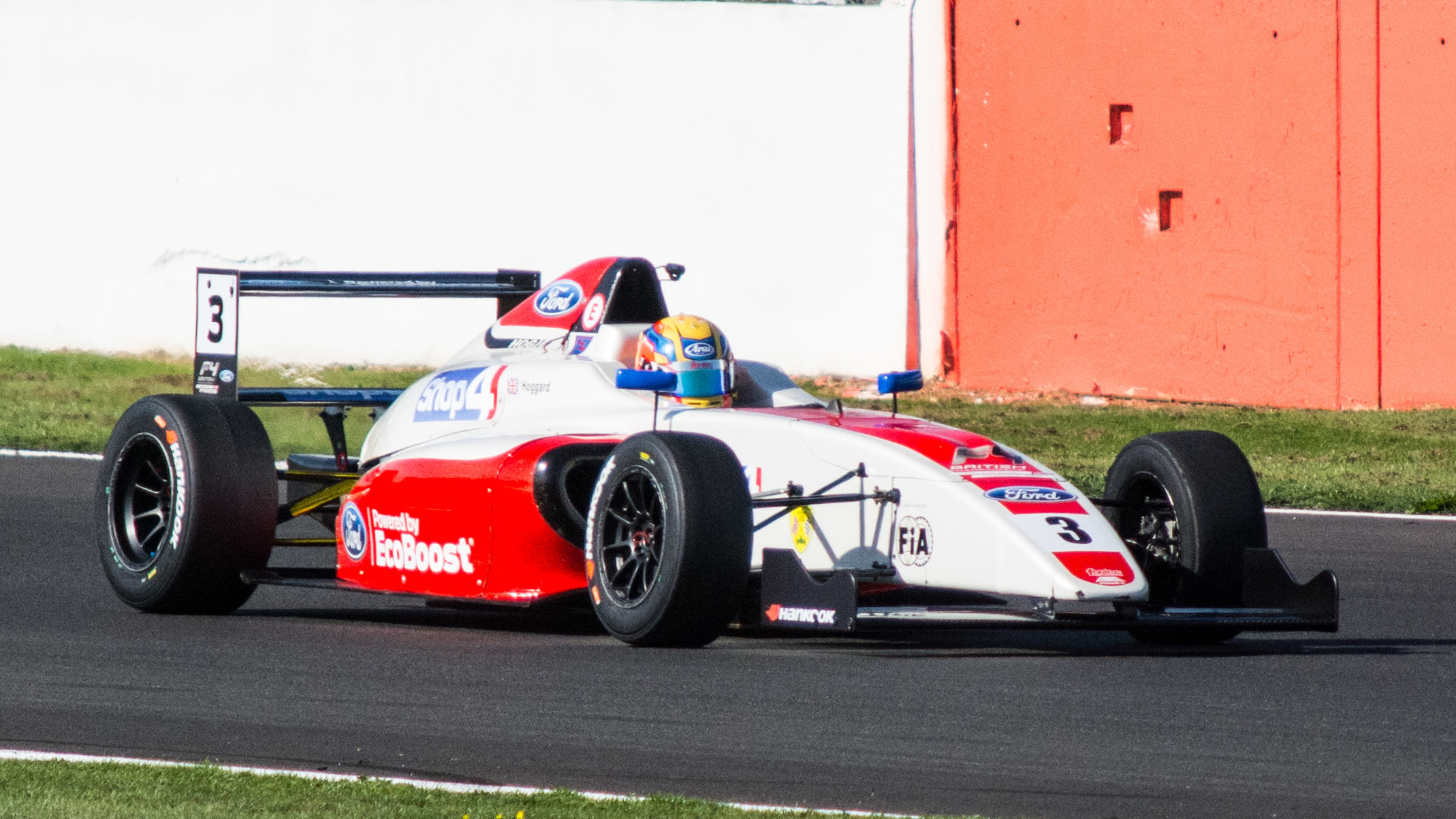
Hoggard en el Circuito de Silverstone, 2018.

En 2018, Fortec fichó a Hoggard por una temporada completa en la que ganó 8 carreras y terminó en el podio otras 2 veces. Hoggard terminó la temporada con 339 puntos y en la tercera posición detrás de Kiern Jewiss y Ayrton Simmons, quienes terminaron primero y segundo respectivamente.

### Fórmula 3

#### 2019
Después de su desempeño en el campeonato británica de F4, Fortec contrató nuevamente a Hoggard para competir con ellos en el Campeonato BRDC de Fórmula 3 de 2019.
En la segunda carrera de la ronda final de la temporada, él mismo y su rival en el campeonato, Clément Novalak, chocaron, lo que significa que ambos terminaron en el extremo inferior de los puntos. Hoggard terminó 15.º mientras que Novalak terminó 12.º, lo que le dio a Novalak 4 puntos, a pesar de que Hoggard ganó la última carrera, aún no logró el título. Terminó la temporada 23 puntos por detrás de Novalak con 482 y 7 victorias, más que nadie en la parrilla.

#### 2021
Después de haber conducido para varios equipos en las pruebas, Hoggard se unió a Jenzer Motorsport para competir en el Campeonato de Fórmula 3 de la FIA de 2021, reemplazando a Pierre-Louis Chovet, quien dejó el equipo después de la primera ronda. Hoggard anotó su primer punto en la serie, en la segunda carrera sprint en Austria.
Condujo para Hitech Grand Prix en la prueba de postemporada, pero no firmó con el equipo con sede en Gran Bretaña ni con ningún otro equipo

## Resumen de carrera
| Temporada | Categoría                         | Equipo                            | Carreras | Victorias | Poles | VR | Podios | Puntos | Pos. |
| --------- | --------------------------------- | --------------------------------- | -------- | --------- | ----- | -- | ------ | ------ | ---- |
| 2017      | Campeonato de F4 Británica        | Fortec Motorsports                | 12       | 0         | 0     | 0  | 1      | 20     | 16.º |
| 2018      | Campeonato de F4 Británica        | Fortec Motorsports                | 30       | 8         | 6     | 2  | 10     | 339    | 3.º  |
| 2019      | Campeonato BRDC de Fórmula 3      | Fortec Motorsports                | 24       | 7         | 7     | 9  | 12     | 482    | 2.º  |
| 2020      | IMSA SportsCar Championship - GTD | Precision Performance Motorsports | 1        | 0         | 0     | 0  | 0      | 16     | 56.º |
| 2020      | Eurocopa de Fórmula Renault       | R-ace GP                          | 2        | 0         | 0     | 0  | 0      | 0      | 22.º |
| 2021      | Campeonato de Fórmula 3 de la FIA | Jenzer Motorsport                 | 17       | 0         | 0     | 0  | 0      | 14     | 20.º |
| Fuente:   |                                   |                                   |          |           |       |    |        |        |      |

## Resultados

### Eurocopa de Fórmula Renault
(Clave) (negrita indica pole position) (cursiva indica vuelta rápida)

| Año  | Escudería | 1   | 1   | 2    | 2    | 3   | 3   | 4   | 4   | 5   | 5   | 6   | 6   | 7   | 7   | 8    | 8    | 9   | 9   | 10  | 10  | Pos  | Points |
| ---- | --------- | --- | --- | ---- | ---- | --- | --- | --- | --- | --- | --- | --- | --- | --- | --- | ---- | ---- | --- | --- | --- | --- | ---- | ------ |
| 2020 | R-ace GP  | MNZ | MNZ | IMO1 | IMO1 | NÜR | NÜR | MAG | MAG | ZAN | ZAN | BAR | BAR | SPA | SPA | IMO2 | IMO2 | HOC | HOC | LEC | LEC | 22.º | 14     |
| 2020 | R-ace GP  |     |     | Ret  | 18   |     |     |     |     |     |     |     |     |     |     |      |      |     |     |     |     | 22.º | 14     |

### Campeonato de Fórmula 3 de la FIA
(Clave) (negrita indica pole position) (cursiva indica vuelta rápida puntuable)

| Año  | Escudería         | 1   | 1   | 1   | 2   | 2   | 2   | 3   | 3   | 3   | 4   | 4   | 4   | 5   | 5   | 5   | 6   | 6   | 6   | 7   | 7   | 7   | Pos. | Puntos | Ref.   |
| ---- | ----------------- | --- | --- | --- | --- | --- | --- | --- | --- | --- | --- | --- | --- | --- | --- | --- | --- | --- | --- | --- | --- | --- | ---- | ------ | ------ |
| 2021 | Jenzer Motorsport | BAR | BAR | BAR | LEC | LEC | LEC | SPI | SPI | SPI | BUD | BUD | BUD | SPA | SPA | SPA | ZAN | ZAN | ZAN | SOC | SOC | SOC | 20.º | 14     | [ 10 ] |
| 2021 | Jenzer Motorsport |     |     |     | Ret | 26  | 18  | 18  | 10  | 25  | 22  | 22  | 18  | 6   | 24  | 16  | Ret | 19  | 20  | 12  | C   | 6   | 20.º | 14     | [ 10 ] |